# University of Minnesota System
Das University of Minnesota System (Abkürzung UoM) ist ein Verbund staatlicher Universitäten im US-Bundesstaat Minnesota. An den Einrichtungen des UoM System studierten im Wintersemester 2007 insgesamt 66.099 Studenten.

## Standorte
- University of Minnesota (Hauptcampus in Minneapolis/St. Paul)
- University of Minnesota Crookston
- University of Minnesota Duluth
- University of Minnesota Morris
- University of Minnesota Rochester
- University of Minnesota Waseca (bis 1992 eigenständiger Standort, momentan landwirtschaftliche Forschungsstation)